# 奥利韦 (马耶讷省)
奥利韦（法語：Olivet，法語發音：[ɔlivɛ] ⓘ）是法国马耶讷省的一个市镇，位于该省西部，属于拉瓦勒区。

## 地理
奥利韦（48°7'16"N, 0°55'5"W）面积9.97 平方千米，位于法国卢瓦尔河地区大区马耶讷省，该省份为法国西北部内陆省份，北起芒什省和奧恩省，西接伊勒-维莱讷省，南至曼恩-卢瓦尔省，东临萨尔特省。
与奥利韦接壤的市镇（或旧市镇、城区）包括：拉布吕拉特、勒热内-圣伊勒、布里耶港、圣旺德图瓦。

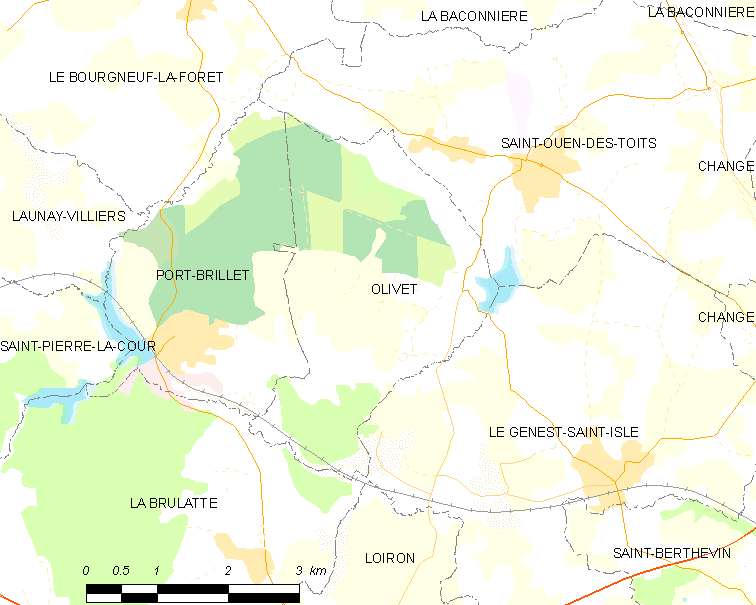
的OSM定位图

奥利韦的时区为UTC+01:00、UTC+02:00（夏令时）。

## 行政
奥利韦的邮政编码为53410，INSEE市镇编码为53169。

## 政治
奥利韦所属的省级选区为卢瓦龙-吕耶县。

## 人口

1962-2008年间人口变化图示

奥利韦于2022年1月1日时的人口数量为406人。